# منتخب الإكوادور لكرة الطائرة للسيدات
منتخب الإكوادور الوطني لكرة الطائرة للسيدات (بالإسبانية: Selección femenina de voleibol de Ecuador)‏ هو ممثل الإكوادور الرسمي في المنافسات الدولية في كرة طائرة للسيدات.